# Авъл Вицирий Прокул
Авъл Вицирий Прокул (на латински: Aulus Vicirius Proculus) e политик на Римската империя през 1 век.
През септември до края на декември 89 г. той е суфектконсул заедно с Маний Лаберий Максим.